# Vakuumprozessanlage
Eine Vakuumprozessanlage  (auch Vakuum-Mischanlage oder Vakuummixer) ist eine verfahrenstechnische Anlage  (Prozessanlage), welche dazu bestimmt ist, mehrere Verfahrensschritte unter Vakuum in einem geschlossenen System nacheinander oder parallel abzuarbeiten. In Lebensmittel-, Kosmetik-, Pharmazeutischer Industrie sowie in der Spezialitätenchemie sind viele Tausend Einheiten solcher Vakuummixer im Einsatz. Große Flexibilität, einfache Bedienbarkeit, gute Skalierbarkeit, einfache Instandhaltung und lange Standzeiten zeichnen diesen Maschinentyp aus. Die Verfahrensschritte kann man genau voneinander abgrenzen und beschreiben.

## Aufbau/Funktionsweise
Als Erstes benötigt die Maschine einen Arbeitsbehälter. Das ist gewöhnlich ein Konusboden, um auch bei Produkten mit gewisser Viskosität ein Entleeren zu gewährleisten, es geht aber auch mit Klöpperboden oder Flachboden.

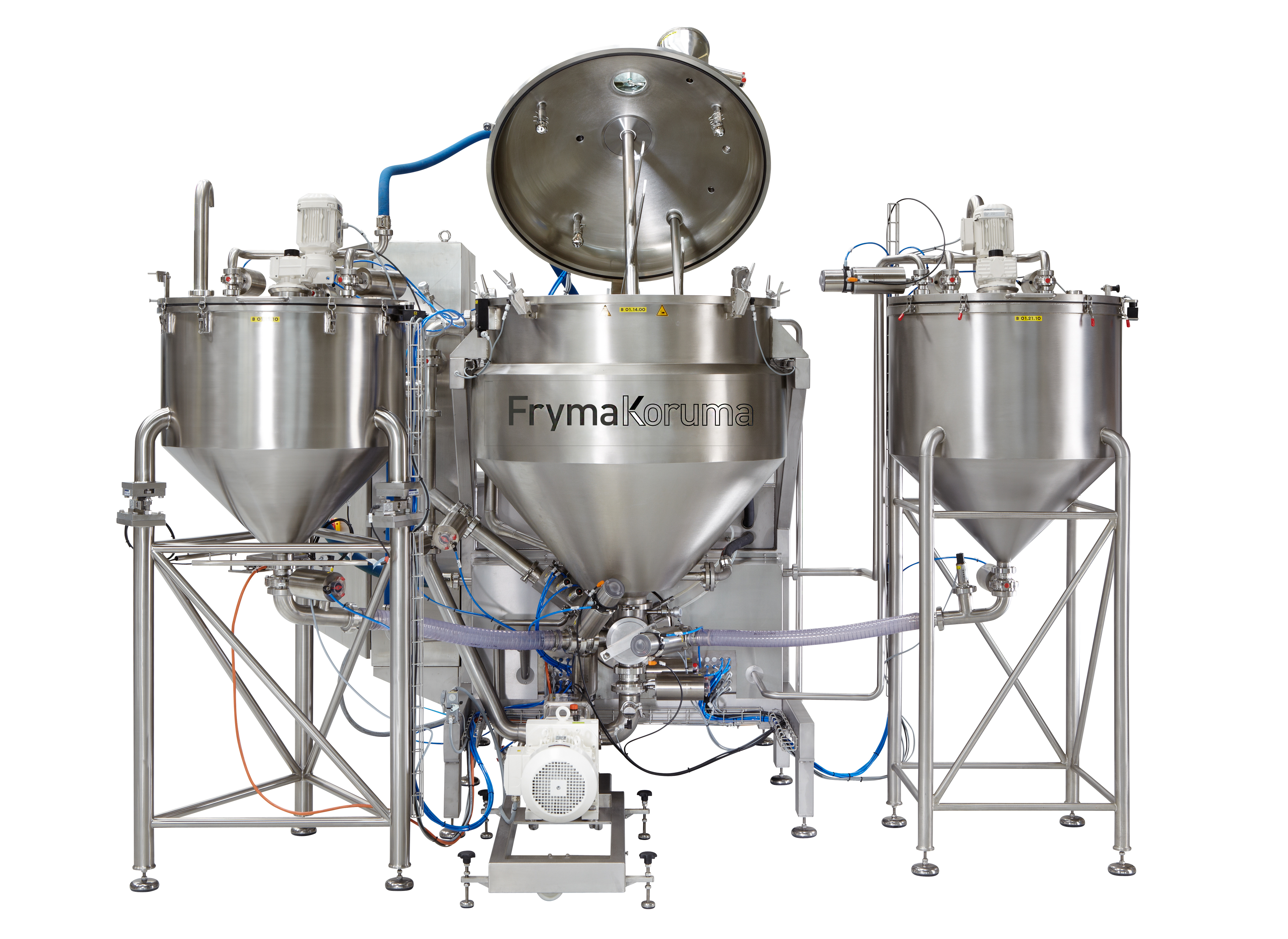
Vakuumprozessanlage „MaxxD“

Der Behälter hat einen Doppelmantel, welcher mit Dampf, Heißwasser oder Kühlwasser befüllt werden kann.
Der Mischvorgang wird mit einem Rührer durchgeführt. Mehrere Rührertypen sind möglich. Als ideal hat sich der Lochblattrührer erwiesen, da er unabhängig von der Höhe des Produktspiegels die Rühraufgabe ausführt; das macht weitgehend unabhängig von der Chargengröße (Batchgröße). Dies ist sehr wichtig, denn es gibt Vakuummixer von 10L bis 10000L. Beispielsweise kann auf einem bestimmten Vakuummixer mit Lochblattrührer eine maximale Chargengröße von 2000 L und auf der gleichen Maschine auch eine Chargengröße von 200 L produziert werden.
Am äußeren Rand des Rührers sind Abstreiferplatten aus Kunststoff angebracht, welche mechanischen Kontakt zur Arbeitsbehälterwand haben und somit den Wärmeübergang an der Wärmeaustauschfläche deutlich verbessern. Der Lochblattrührer und der statisch eingebaute Strömungsbrecher (oder Coaxiles Rührwerk / Gegenläufer) sind für die nötige Durchmischung des Arbeitsbehälterinhalts zuständig. Während der Heiz- und Kühlvorgänge sorgen die Abstreiferplatten durch häufiges Abstreifen für einen idealen Wärmeübergang.
Das absolute Vakuum ist technisch mit wässrigen oder ölhaltigen Produkten nicht erzielbar. Vakuum wird aber als Klassenname für diese Art Arbeitsmaschinen benutzt. Die Erzeugung eines Unterdrucks mittels Wasserringpumpe (als Vakuumpumpe) ist „state of the art“, da sich die Wasserringpumpe als sehr widerstandsfähig, einfach zu reinigen und langlebig erwiesen hat.
Viele Vakuummixer besitzen unterhalb des Arbeitsbehälters eine Mischkammer. Daran befinden sich lateral angeschweißte, mit Ventilen versehene Stutzen, die mit einem vorgelegten Arbeitsbehälter oder mit einem Schlauch verbunden sind.

Funktionsweise

In den meisten Fällen geht es um Dispergieren, Emulgieren, Suspendieren oder Desagglomerieren von Stoffen. Daher besitzt der Vakuummixer normalerweise auch ein schnelllaufendes Werkzeug, welches ein Homogenisator, rotierende Messer oder eine Dissolverscheibe sein kann. Ist der Homogenisator in Betrieb, baut er durch seine Einbauelemente (Mischflügel, Rotor und Pumpenlaufrad, alle auf einer Welle) und der Rotation durch den Antrieb eine Strömung auf.
Am Boden des Arbeitsbehälters angebrachte Homogenisatoren besitzen zur Rückführung des Mischguts eine Zirkulationsleitung. Idealerweise hat diese einen Ausgang am höchst möglichen Flüssigkeitsspiegel und einen zweiten weit unterhalb dieses höchst möglichen Flüssigkeitsspiegels.
Wie bereits erwähnt gibt es alternativ zum Homogenisator in vielen Fällen die Möglichkeit, den als Klöpperboden gebauten Vakuummixer mit rotierenden Messern hoher Umfangsgeschwindigkeiten auszustatten. Auch nach diesem Prinzip kann emulgiert, dispergiert, gemischt und desagglomeriert werden.
Eine weitere Alternative zum Homogenisator für einige Anwendungsfälle ist die Möglichkeit, die Vakuumprozessanlage mit einer oder mehreren Dissolverscheiben zu betreiben (z. B. bei der Herstellung von Zahnpasten). Die Strömung im Umfeld der Dissolverscheiben ist vollständig im inneren des Arbeitsbehälters, sodass es keiner Zirkulationsleitung bedarf. Der Gesamtprozess ist weniger komplex, allerdings sind die Prozesskontrollmöglichkeiten geringer.

## Verfahrensschritte

### Mischen
Ein langsam laufendes Abstreifer-Rührwerk unterstützt die Produktumwälzung und Durchmischung. Die beweglichen Abstreifer-Platten streifen über die Innenfläche der Behälterwandung, verhindern damit Produktansatz und verbessern den Wärmeaustausch.

### Vakuum generieren und halten
Von einer Softwareroutine angesteuert, lässt sich der Unterdruck ganz einfach in einem Sollwertfenster (50..1000 mbar abs.) halten. Das Einarbeiten von Luft wird durch den vorhandenen Unterdruck stark vermindert, während Luftblasen aus den eingezogenen Rohstoffen gut entfernt werden können.

### Einzug von Flüssigkeiten und Trockenstoffen (aus anderen Misch- / Vorlage-  und Arbeitsbehältern) / Dosieren
Mit der Einzugsfunktion werden Flüssigkeiten und Trockenstoffe, beide jedoch separat, mittels Vakuum von außen aus der Umgebung nach innen in das geschlossene System im Vakuummixer transportiert. Generell ist das oberhalb und unterhalb des aktuellen Flüssigkeitsspiegels im Vakuummixer möglich, die Erfahrung hat aber gezeigt, dass man besser unten einzieht. Zum Einziehen füllt man nun einen Vorlage Arbeitsbehälter, welcher durch Rohr oder Schlauch mit der Mischkammer verbunden ist und öffnet das dazwischen eingebaute Ventil. Der Stoff aus dem Vorlage Arbeitsbehälter strömt aufgrund des Druckgefälles von außen nach innen durch die Mischkammer in den Arbeitsbehälter. Löst sich der neue Stoff durch die Strömung des Lochblattrührers in der bereits im Arbeitsbehälter vorhandenen Mischung, so ist der Arbeitsschritt nach kurzer Zeit abgeschlossen.

### Homogenisieren/Zirkulieren durch den Homogenisator
Der Stoff aus dem Vorlage Arbeitsbehälter strömt immer noch aufgrund des Druckgefälles von außen nach innen durch die Mischkammer, wird dort mit dem angesaugten Volumen aus dem Arbeitsbehälter vermischt, folgt aber nun entlang der Strömung in den Homogenisator. Das Stoffgemisch passiert ein erstes Energiefeld in der Zone um den Mischflügel, danach ein weiteres sehr starkes Energiefeld in der Rotor / Stator Zone, und ein drittes Energiefeld am darauf abgestimmten Pumpenlaufrad. Von dort wird das homogenisierte Mischgut wieder zurück in den Arbeitsbehälter gefördert. Die Scherzone selbst ist ein Ringspaltvolumen, welches durch die motorgetriebene Mechanik in eine hochenergetische Strömungszone überführt wird. Auf kleinstem Raum kann so emulgiert, dispergiert, gemischt und desagglomeriert werden. Die Zone ist entsprechend konstruiert, dass die durchströmenden Volumenelemente unabhängig von der genauen Position des Durchgangs gleiche Kräfte erfahren sowie gleiche Verweilzeit haben. Selbstverständlich ist die Skalierbarkeit entsprechend, sodass ein Produkt auf allen Maschinengrößen nahezu die gleichen Beträge der Kräfte, Energie pro Volumen und Verweilzeit erfahren.

### Heizen/Kühlen/Temperatur halten
Der Arbeitsbehälterinhalt kann durch Dampf oder Heißwasser im Doppelmantel aufgeheizt sowie durch Kühlwasser im Doppelmantel abgekühlt werden. Zum Halten einer bestimmten Temperatur kann der Doppelmantel auch leer sein. Es ist notwendig, den Abstreiferrührer in Betrieb zu haben, weil dieser für die nötige axiale und radiale Durchmischung sorgt. Gerade bei Parallelschritten kann auch während des Temperierprozesses der drehzahlverstellbare Homogenisator zum Durchmischen benutzt werden, hier hat man die Auswahl zwischen Permanent- und Intervallbetrieb. Die Temperatur lässt sich sehr gut regeln. Es gibt Systeme, die auf kurze Temperierzeiten ausgelegt sind und solche, die eine hohe Exaktheit im Regelkreis haben.

### Mittels Vakuum Entlüften
Am Ende der Charge kann man entlüften, um die Produktoberfläche brillanter zu gestalten, die Dichte zu erhöhen und die Haltbarkeit des Endproduktes durch Sauerstoffentzug zu verbessern.
Einige spezifische Produkte kann man schnell entlüften, das gilt aber nicht für alle. In vielen Fällen muss man jeweils für einige Minuten den Unterdruck halten und danach den Unterdruck wieder um einen Schritt, etwa 100..200 mbar, erhöhen. Der Endwert liegt in der Praxis bei etwa 50..60 mbar abs. Zu schnell entlüften geht nicht. Es muss beachtet werden, dass die Dichte durch die größer werdenden Luftblasen mit mehr Unterdruck abnimmt und dadurch das Produktniveau ansteigt. Nach kurzer Zeit platzen die Luftblasen auf und das Niveau sinkt ab. Ist das Produkt heiß oder zumindest noch warm, muss auch noch die Sättigungsdampfdruckkurve von Wasser beachtet werden, weil Wasser je nach Unterdruck bei niedrigeren Temperaturen verdampft als unter Atmosphärendruck.

### Austragen bzw. Entleeren
Der Austrag erfolgt normalerweise mittels Homogenisator, dessen Pumpenlaufrad einen Druck generiert. Entlang des Druckgefälles fließt das Produkt beispielsweise in einen Pufferbehälter oder Container. Unterstützung durch Überdruck ist möglich. Für einen Austrag von am Ende scherempfindlichen Produkten, zum Fördern von Stoffen mit hoher Viskosität oder zum Fördern über weite Distanzen kann auch eine Drehkolbenpumpe mit verbaut und eingesetzt werden.

### Reinigen
siehe CIP

### Sterilisieren
siehe SIP

### Trocknen
siehe Drying in Place